# MGM-140 ATACMS
L'MGM-140 Army Tactical Missile System (ATacMS) è un missile superficie-superficie (SSM) tattico, appartenente alla categoria dei missili balistici a corto raggio SRBM, in servizio dal 1991 presso l'esercito statunitense e prodotto dalla Lockheed-Martin in varie versioni con gittata da 140 a 300 km.

## Storia e sviluppo
Nel 1980 l'US Army avviò il programma CSWS (Corps Support Weapon System = sistema d'arma di supporto di corpo d'armata) per sostituire il missile balistico a corto raggio MGM-52 Lance. In quel periodo anche l'USAF aveva in corso un programma missilistico, denominato CSW (Conventional Standoff Weapon), per la realizzazione di un'arma in grado di colpire il bersaglio da una distanza di sicurezza rispetto alle difese antiaeree.
I due programmi furono unificati nel 1982 sotto la sigla JTACMS (Joint Tactical Missile System) ma tre anni dopo l'aviazione statunitense ritirò la propria partecipazione al programma che pertanto fu portato avanti solo dall'esercito con la denominazione ATACMS (Army Tactical Missile System). Nel 1986 il contratto di sviluppo fu assegnato alla LTV e il nuovo missile ricevette la numerazione MGM-140. Il primo lancio sperimentale fu condotto nel 1988 e a dicembre di quello stesso anno ne fu avviata la produzione. L'MGM-140 entrò ufficialmente in servizio operativo nel gennaio del 1991 e fu subito impiegato nel corso dell'operazione Desert Storm. In quella circostanza, 32 missili ATACMS furono lanciati contro bersagli iracheni.
La prima versione produttiva, Block I, trasportava una testata contenente 950 submunizioni M-74 APAM (Anti-Personnel Anti-Material) in grado di saturare un'area di 33.000 m² ed efficaci contro bersagli non protetti, quali truppe allo scoperto e materiali. Già dal 1992 fu avviato lo sviluppo della variante MGM-140B Block IA, entrata in servizio nel 1998, più precisa e con una gittata maggiore della precedente, ottenuta riducendo il carico utile a 300 submunizioni M-74. Nel frattempo fu sviluppata la variante MGM-140C Block II (successivamente ridesignata MGM-164A), progettata per trasportare 13 submunizioni intelligenti BAT, efficaci contro mezzi corazzati anche in movimento. Fu prevista un'ulteriore variante, la Block IIA, destinata ad essere equipaggiata con 6 submunizioni BAT-P3I, ancora più potenti e sofisticate delle precedenti. La cancellazione del programma BAT, nel 2003, pose fine anche allo sviluppo di queste nuove versioni dell'ATACMS.
Nel 2001 era stato avviato lo sviluppo della variante Block III, chiamata anche ATACMS-P, equipaggiata con una testata ad alta capacità di penetrazione, idonea a distruggere obiettivi induriti e protetti, come bunker e centri di comando sotterranei. Il prototipo fu lanciato nel marzo del 2004 e i test continuarono fino ad agosto del 2005 presso il poligono di White Sands nel New Mexico, tuttavia il programma venne cancellato.
Per un certo periodo il missile ATACMS interessò anche l'US Navy, che ne studiò l'adattamento per l'utilizzo da parte dei sistemi lanciamissili imbarcati sulle proprie unità navali. Nonostante un contratto di sviluppo per quello che fu denominato NATACMS (Navy-TACMS), fosse stato assegnato nel 1994 alla Loral Vought, la marina statunitense decise di annullare il progetto.
Miglior fortuna toccò alla variante MGM-140E Block IA Unitary, ottenuta modificando i missili Block IA e in particolare la testata bellica, dove le submunizioni M-74 sono sostituite da un'unica carica esplosiva WDU-18B da 227 kg (si tratta della stessa testata utilizzata sul missile aria-superficie AGM-84E SLAM). Il contratto di sviluppo fu assegnato nel 2000, i primi test ebbero luogo nell'aprile del 2001 e la produzione di serie partì nel 2002. I nuovi missili furono prima ridesignati MGM-140E Block IVA e poi ricevettero la designazione definitiva MGM-168A Block IVA.

## Sistemi d'arma similari
- 9K720 Iskander
- OTR-21 Točka
- LORA